# Ком (Грачац)
Ком је насељено мјесто у општини Грачац, југоисточна Лика, Република Хрватска.

## Географија
Ком је удаљен око 32 км југоисточно од Грачаца.

## Историја
Ком се од распада Југославије до августа 1995. године налазио у Републици Српској Крајини.

## Становништво
Према попису становништва из 2011. године, насеље Ком је имало 34 становника.
| Националност       | 1991. | 1981. | 1971. | 1961. |
| Срби               | 202   | 188   | 325   | 456   |
| Југословени        | 2     | 39    |       |       |
| Хрвати             | 3     | 5     | 8     | 8     |
| Албанци            |       | 1     |       |       |
| Македонци          |       |       | 1     |       |
| остали и непознато | 1     | 4     | 4     | 1     |
| Укупно             | 208   | 237   | 338   | 465   |

| Демографија | Демографија | Демографија |
| Година      | Становника  | Становника  |
| ----------- | ----------- | ----------- |
| 1961.       | 465         |             |
| 1971.       | 338         |             |
| 1981.       | 237         |             |
| 1991.       | 208         |             |
| 2001.       | 12          |             |
| 2011.       |             | 34          |

## Попис 1991.
На попису становништва 1991. године, насељено место Ком је имало 208 становника, следећег националног састава:
| Попис 1991.‍ | Попис 1991.‍ | Попис 1991.‍ | Попис 1991.‍ | Попис 1991.‍ |
| ----------- | ----------- | ----------- | ----------- | ----------- |
|             |             |             |             |             |
| Срби        | Срби        |             | 202         | 97,11%      |
| Хрвати      | Хрвати      |             | 3           | 1,44%       |
| Југословени | Југословени |             | 2           | 0,96%       |
| непознато   | непознато   |             | 1           | 0,48%       |
| укупно: 208 |             |             |             |             |